# Мајнборн
Мајнборн (њем. Meinborn) општина је у њемачкој савезној држави Рајна-Палатинат. Једно је од 62 општинска средишта округа Нојвид. Према процјени из 2010. у општини је живјело 499 становника. Посједује регионалну шифру (AGS) 7138042.

## Географски и демографски подаци
Мајнборн се налази у савезној држави Рајна-Палатинат у округу Нојвид. Општина се налази на надморској висини од 315 метара. Површина општине износи 4,4 km². У самом мјесту је, према процјени из 2010. године, живјело 499 становника. Просјечна густина становништва износи 114 становника/km².